# 念珠の松庭園
念珠の松庭園（ねんじゅのまつていえん）は、山形県鶴岡市鼠ヶ関にある庭園。

## 概要
樹齢約400年の全長20mのクロマツがある。主幹は高さ3.5m、幹囲り1.16m。東に周囲1.3mの巨大な枝が這うようにあるのが特徴。
1955年8月1日に山形県の天然記念物に指定され、1994年に造園家である中島健の設計により現在の庭園が完成した。元は1960年に廃業した旅館「村上屋」の庭園で、往時は「村上屋の臥龍の松」と呼ばれていた。400年前、佐藤茂右エ門が盆栽の松を地植えしたのが始まりという。

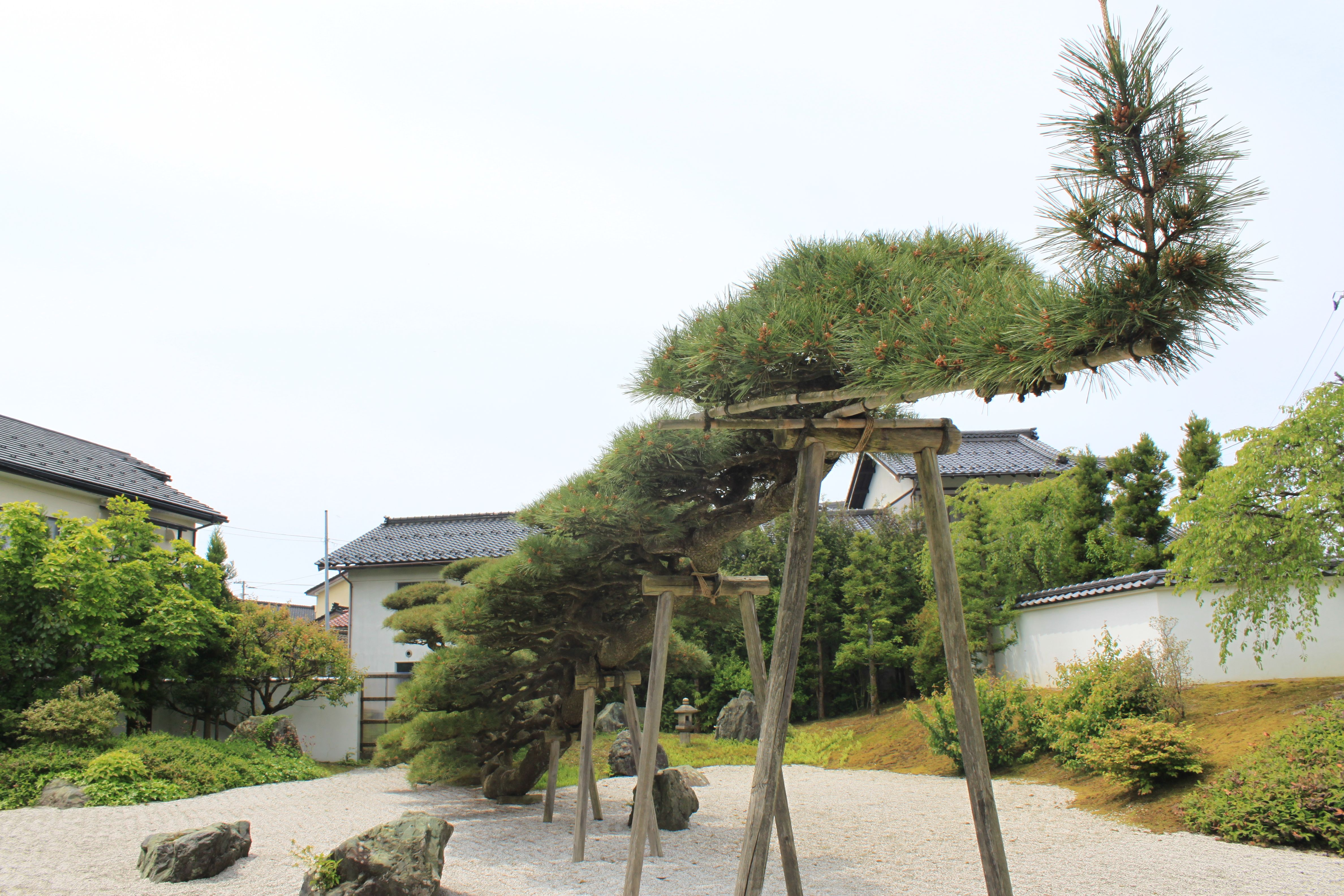
「臥龍の松」と呼ばれた松の大樹

## 開園時間・休園日・入園料
出典による。
- 開園時間
  - 4月 - 10月：9:00 - 17:00
  - 11月 - 3月：9:00 - 16:00
- 休園日 - なし（年中無休）
- 入園料 - 100円（協力金として）

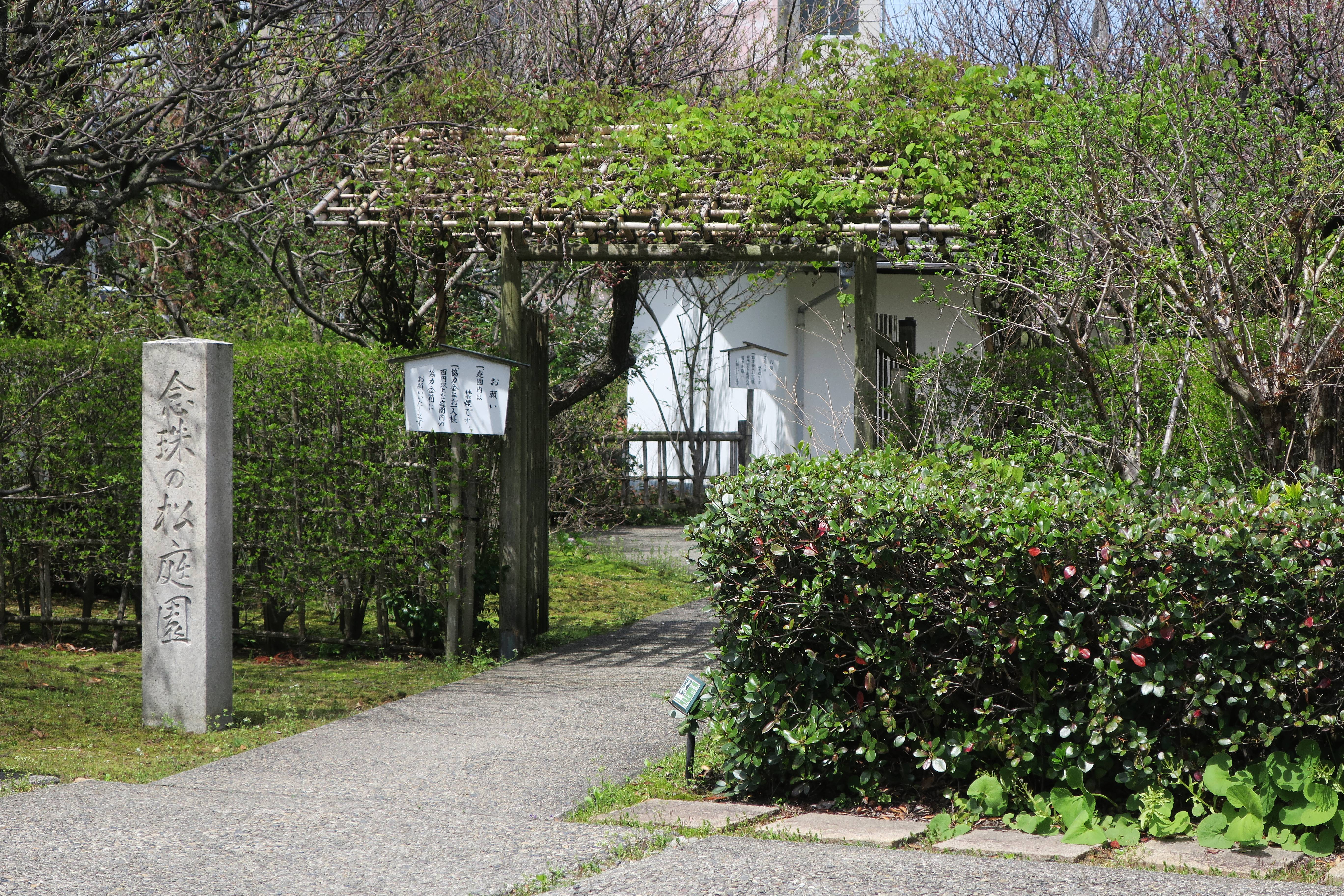
入口（南側）
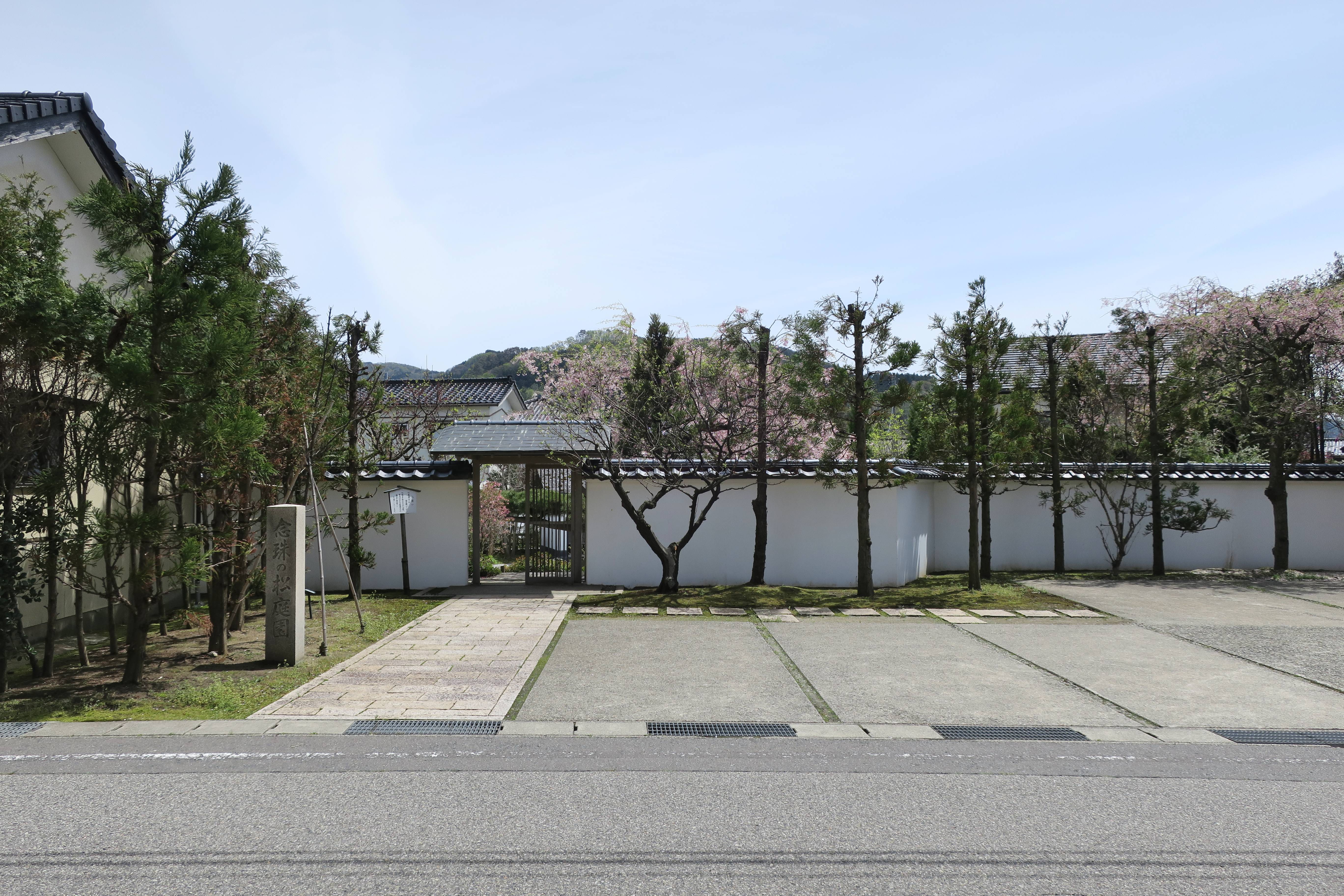
入口（北側）

## アクセス
公共交通機関
東日本旅客鉄道（JR東日本）羽越本線「鼠ケ関駅」から徒歩で約2分ないし約3分。
自家用自動車
日本海東北自動車道あつみ温泉ICから約8 km、自動車で約12分ないし約15分。または朝日まほろばICから自動車で約50分。駐車場は最寄りに普通車15台。大型車はマリンパークねずがせき駐車場（徒歩約3分）を利用するよう案内されている。

## 周辺
- 近世念珠関址
- 弁天島
- マリンパークねずがせき
- 鼠ヶ関港
- 鼠ヶ関マリーナ